# Pehuenches

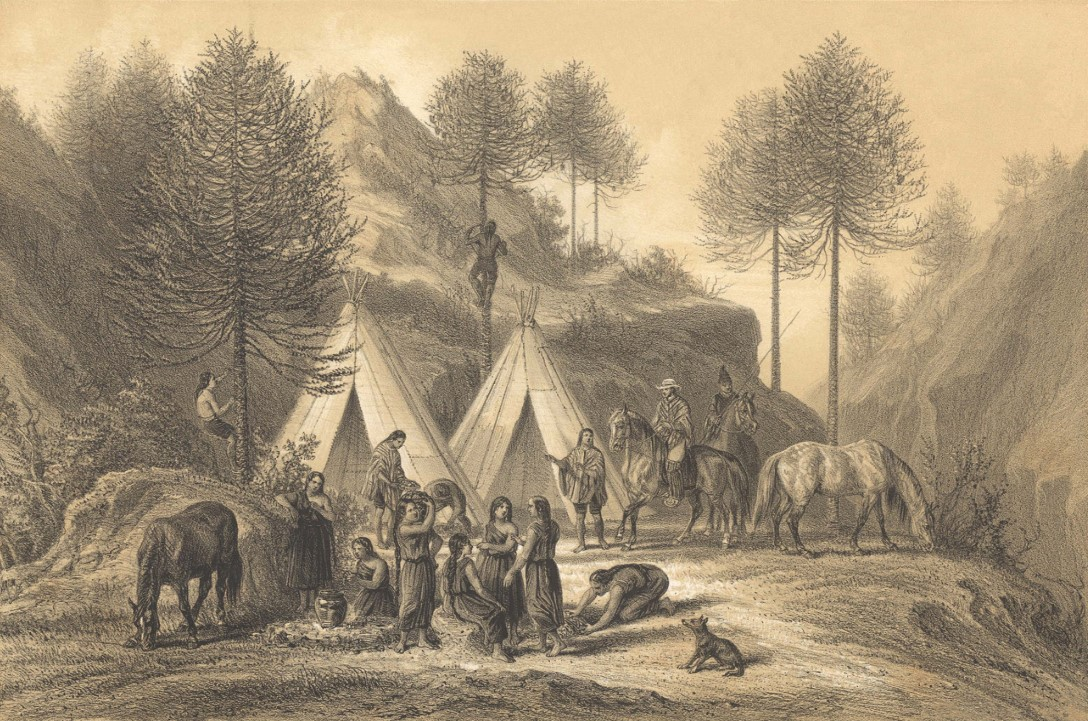
Los pinales de Nahuelbulta, obra de Claudio Gay que muestra a los pehuenches cosechando piñones de araucaria en la cordillera.

Los pehuenches habitaron desde el sur de Malargüe hasta el norte de Aluminé.

Los pehuenches (gente del pehuén) son un grupo indígena montañés que forma parte del pueblo mapuche y habita a ambos lados de la cordillera de los Andes en el centro-sur de Chile y el sudoeste de la Argentina. Habitualmente se caracteriza por basar su alimentación en la recolección de piñones, las semillas del pehuén o araucaria, que crece principalmente a más de 1000 metros sobre el nivel del mar. Los actuales pehuenches se identifican como aquella población de cultura mapuche que habita exclusivamente a las orillas del alto río Biobío en la zona cordillerana de la VIII Región del Biobío y en el área de Lonquimay en la IX Región de la Araucanía de Chile. En la Argentina existen grupos pequeños de pehuenches en el departamento Malargüe (de la provincia de Mendoza) y en forma aislada en Arroyo Los Berros, departamento Valcheta (de la provincia de Río Negro). El Consejo Zonal Pehuenche agrupa al principal grupo argentino en Aluminé (en la provincia del Neuquén).
Su territorio ancestral abarcaba en Chile desde los nevados de Chillán al norte hasta el volcán Llaima al sur, encontrándoselos esporádicamente por el norte hasta el río Maule. En Argentina se extendieron desde el río Diamante al norte hasta el lago Aluminé al sur. Se trasladaban a los valles en invierno y subían a lugares más altos en verano, donde en general realizaban la recolección de los piñones entre marzo y mayo.
Su autodenominación y su idioma original no se han conservado, aunque sí se sabe que formaban parte del conjunto de los huarpes antes de su completa araucanización, y como ellos eran altos, delgados y de tez oscura. Para mediados del siglo XVIII todos los pehuenches hablaban el idioma mapudungún, aunque su aculturación por los araucanos no fue completa hasta mediados del siglo XIX. Hacia el siglo XVI los araucanos los denominaron pehuenches.

## Características

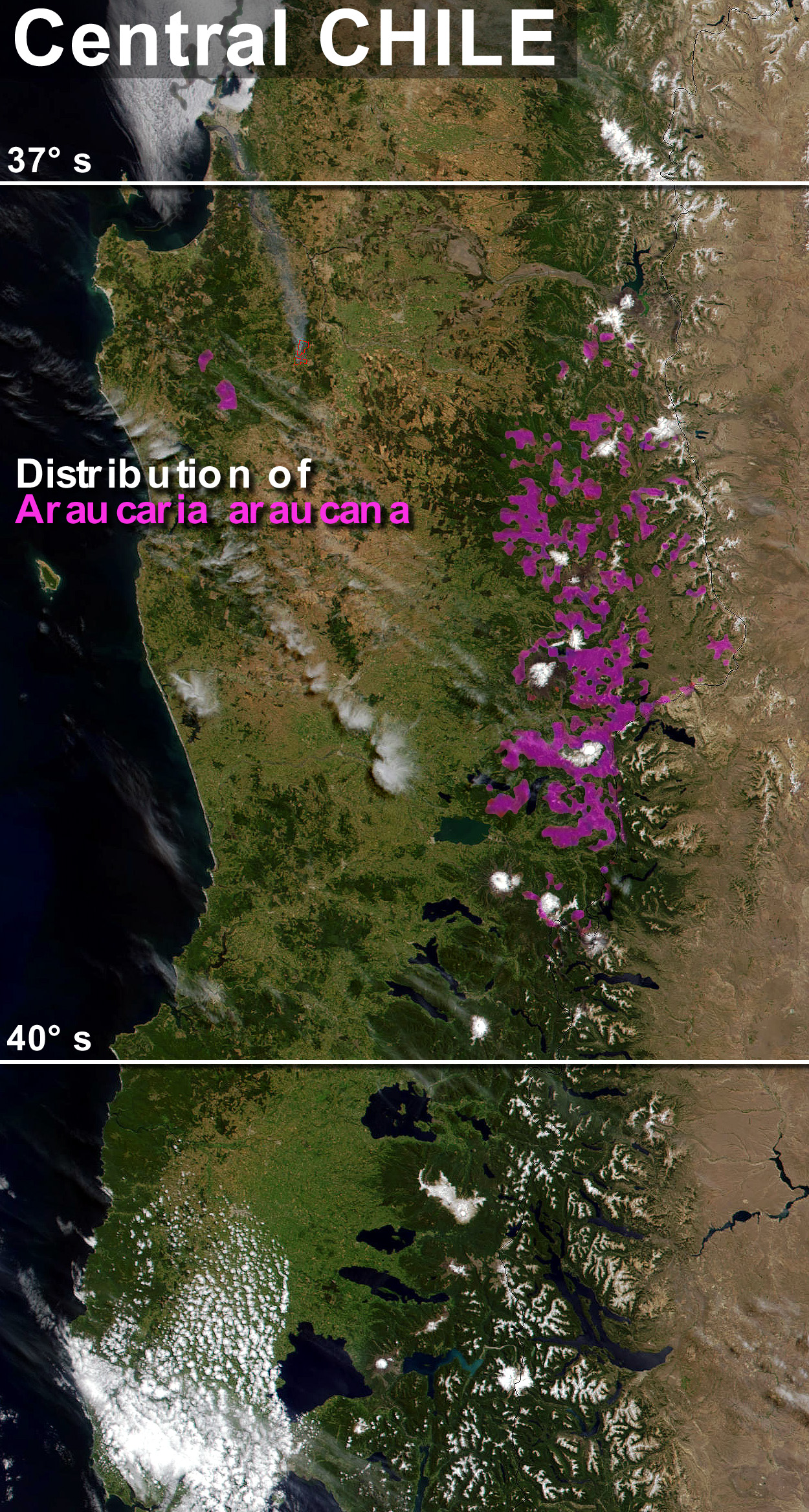
Área de distribución del pehuén (araucaria).

Con el piñón elaboraban harina y una bebida fermentada. Los piñones eran conservados en bodegas bajo tierra. Los frutos de otros árboles, como el molle y el algarrobo, también entraban en su dieta. Utilizaban arco y flecha, y boleadoras de dos bolas para cazar ñandúes, guanacos y venados, confeccionadas de tripas y cuero. Utilizaban los cueros de estos dos últimos animales para hacer los toldos en los que vivían varias familias, apuntalados con palos y ramas, a la manera de los tehuelches, aunque de manera más sólida y permanente. Utilizaban también los cueros para hacer prendas de vestir y las plumas de ñandú como adornos. Las vasijas eran de madera y de cuero. Con la llegada de los españoles adoptaron el caballo que obtenían mediante el trueque con tribus vecinas. Incorporaron la lanza larga para cazar al entrar en contacto con los araucanos. Para navegar en algunos lagos construían canoas de juncos a la manera de sus vecinos huarpes. Conocían la plata y el cobre y los utilizaban para hacer aros de adorno a la manera de los araucanos. En determinadas circunstancias se pintaban la cara, los brazos y las piernas. Aunque en su territorio se han hallado cerámicas de barro negro cocido casi sin adornos, no se conoce que supieran técnicas de alfarería. De los huarpes aprendieron la cestería. Los hombres más ricos practicaban la poligamia y las tribus estaban constituidas por grupos pequeños que elegían un cacique. Sepultaban a sus muertos en cuevas o los enterraban en terrenos blandos.
Un grupo afín a los pehuenches originales, que también pertenecía al grupo huárpido, fue el de los puelches algarroberos o puelches de Cuyo. Este pueblo se encontraba al norte de la zona pehuenche en la actual provincia de Mendoza, en el pedemonte cordillerano. Su alimento principal fue la algarroba y como diferencia sustancial con los pehuenches, que eran básicamente recolectores, estuvo su acentuado carácter cazador. La primera referencia de los «puelches algarroberos» la hizo en sus informes de 1594 el cronista y maestre de campo Miguel de Olavarría.
Su butalmapu se llamaba Piremapu, «rejión de la nieve o 
Andina».

## Historia

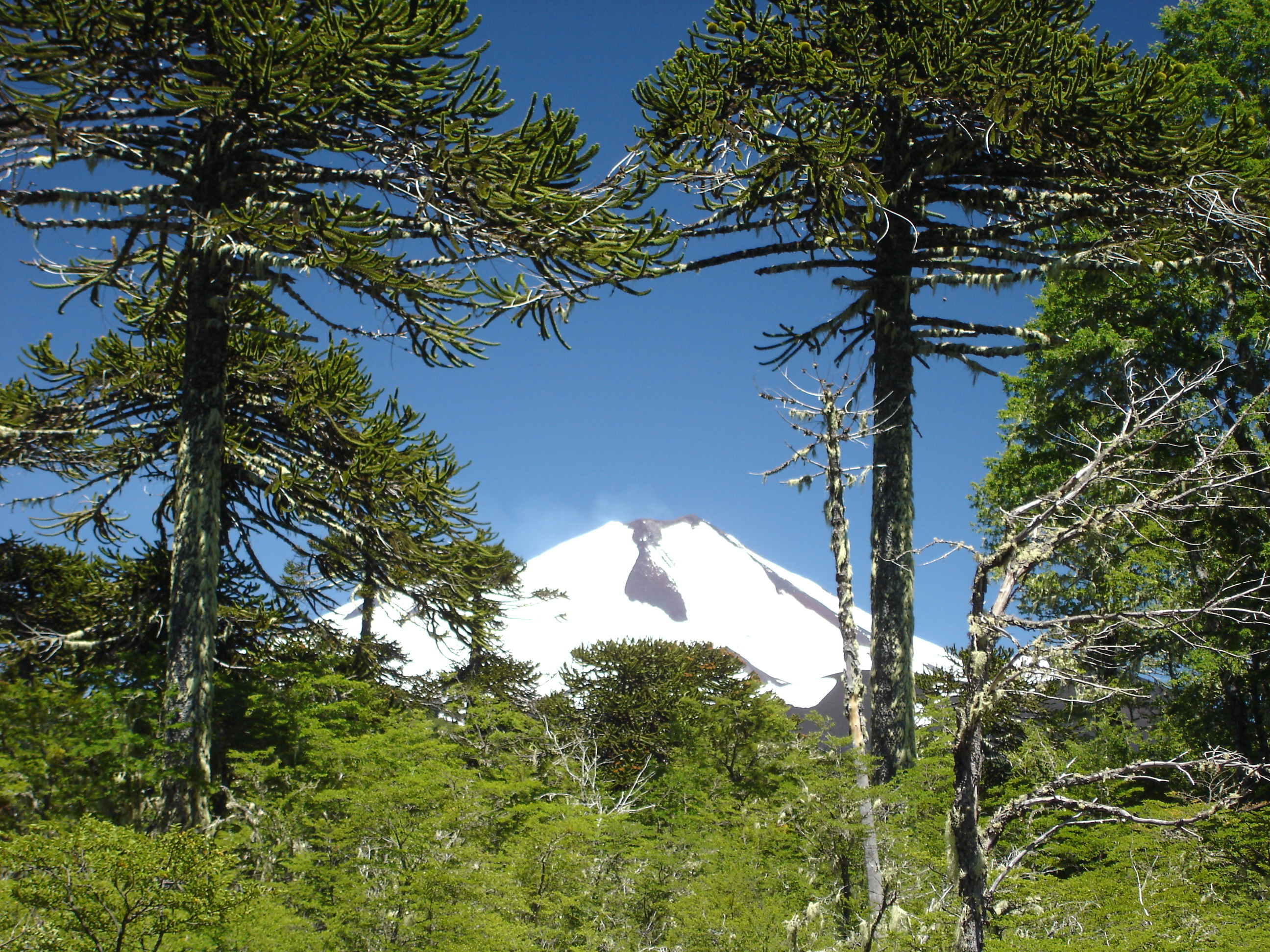
Para los pehuenches, las semillas de pehuén (araucaria) son parte importante de la dieta tradicional.

En 1550 Jerónimo de Bibar escribió sobre los pehuenches:

Estos bajan a los llanos a contratar con la gente de ellos en cierto tiempo del año, porque señalado este tiempo, que es por febrero hasta fin de marzo que están derretidas las nieves y pueden salir (...) cada parcialidad sale al valle que cae donde tiene sus conocidos y amigos y huélganse este tiempo con ellos. Y traen de aquellas mantas que llaman llunques y también traen plumas de avestruces. Y de que se vuelven llevan maíz y comida de los tratos que tienen.

Pedro Mariño de Lobeira describió a los pehuenches hacia 1563:

Son indios de diferentes talles y aspectos de los demás indios de Chile, porque todos sin excepción son delgados y sueltos, aunque no menos dispuestos y hermosos, por tener los ojos grandes y rasgados, y los cuerpos muy bien hechos y altos. El mantenimiento de esta gente casi de ordinario es: piñones sacados de unas piñas de diferentes hechuras y calidad así ellas como sus árboles.

Pedro de Angelis opinó de ellos en 1836:

Su pelo es negro, pero las puntas tiran á rubio, la cara redonda, los ojos confusos, la nariz por lo regular chata, la boca mejor hecha y más chica que la de los peruanos, los dientes blancos y durables, las piernas musculosas y bien formadas, y los pies y manos pequeños.

### Guerra contra los españoles

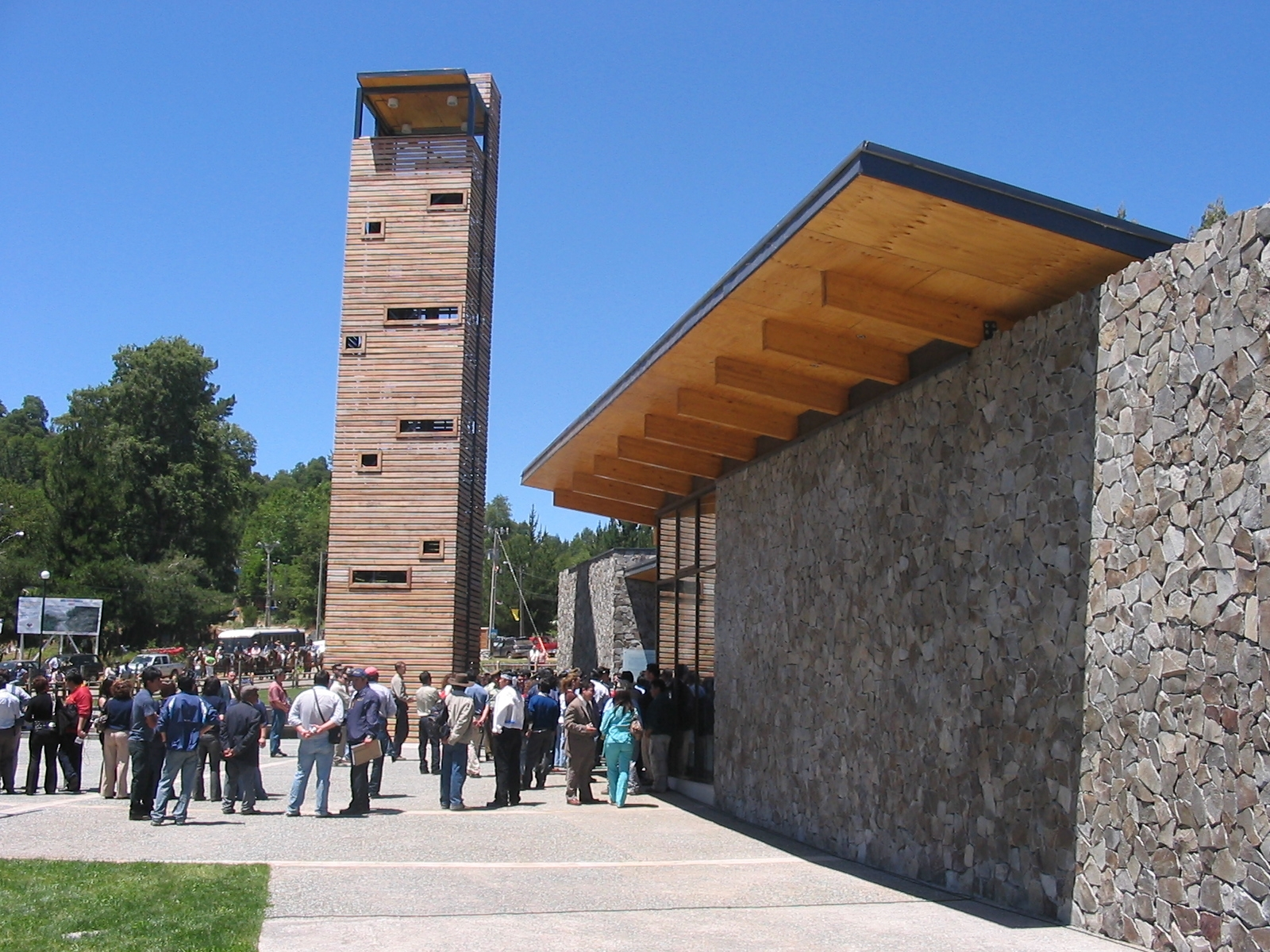
Museo pehuenche en Ralco, comuna de Alto Biobío.

Los primeros enfrentamientos entre pehuenches y españoles ocurrieron en 1575 al sur del río Toltén. Posteriormente los pehuenches se replegaron más al sur.
En el primer parlamento celebrado por el gobernador de Chile Martín García Oñez de Loyola en 1593 tomaron parte los pehuenches.
La ciudad Chillán fue atacada el 10 de abril, el 13 de septiembre y el 9 de octubre de 1599 por 2000 guerreros pehuenches del jefe Quilacán, la ciudad fue defendida por Diego Serrano, quien había cometido varias crueldades y encarceló al cacique Millachinge en Coihueco, resultando muertos 5 soldados y 3 civiles, llevándose los indígenas 33 sacerdotes, mujeres y niños. En enero de 1600 los pehuenches intentaron nuevamente atacar Chillán con 3000 guerreros, pero fueron rechazados por Luis de Jofré y sus tropas. Sin embargo ese mismo año los pehuenches lanzaron nuevos ataques al mando del cacique Paillamaki.
A fines de 1627 y comienzos de 1628 el gobernador de Chile atacó con 200 españoles a los pehueches y puelches aliados del ex yanacona Lientur, derrotándolos.

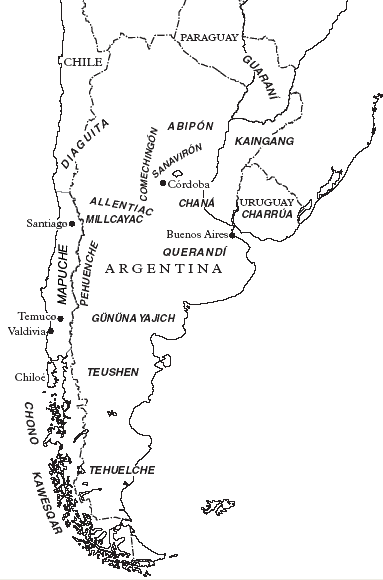
Distribución aproximada de lenguas en el extremo meridional de Sudamérica en tiempos de la Conquista.

En 1641 el padre Rosales viajó por los pasos de Paimún y Epulafquén, señalando que al norte de ellos se habían ubicado algunos pehuenches. En 1653 los encontró también en torno al lago Nahuel Huapi.
En 1647 se realizó el Parlamento de Quillin, entre españoles y pehuenches.
Entre 1655 y 1660 los pehuenches participaron en las campañas comandadas por el mestizo Alejo en el área de Concepción. En 1659 el gobernador de Chile intentó la captura del mestizo Alejo sin lograr su objetivo, pues se había refugiado en la alta cordillera con los pehuenches al mando del cacique Inaqueupu.
En 1657 grupos pehuenches atacaron estancias en Maule y Cuyo, descubriendo que podían atravesar la cordillera de los Andes por el paso Pehuenche, el cual le permitía acceder al sur de Mendoza sin pasar por Concepción.
Ya hacia el siglo XVII se evidenció una progresiva araucanización de este pueblo, de modo que en el siglo XIX ya son un grupo de cultura mapuche que vivía en las zonas cordilleranas de la VIII y IX regiones de Chile y en las provincias argentinas de Mendoza y Neuquén.
En 1712 pehuenches y huiliches saquearon la ciudad de San Luis.
En 1738 los pehuenches no concurrieron al Parlamento de Tapihue, expresándose en el acta «que están poblados en las cabeceras de esta Ysla de la Laxa y Biobio».
En noviembre de 1740 grupos pehuenches participaron de la confederación organizada por el cacique pampa Cangapol, formada por pampas, huilliches, aucas, pehuenches y tehuelches, que con unos 4.000 guerreros atacaron Fontezuelas, el río Luján arriba y el Pago de la Matanza. El 26 de noviembre de 1740 esta confederación indígena realizó un malón sobre Magdalena que llegó hasta la Ensenada de Barragán. El conflicto no finalizó con el tratado de paz firmado con Cangapol en 1742, pues el 28 de julio de 1744 200 pehuenches chilenos atacaron Cañada de la Cruz y Luján. El maestre de campo Cristóbal Cabral, nombrado por el Cabildo de Buenos Aires, salió a perseguirlos, matando a 70 indígenas. En 1750 Cangapol había roto el tratado de paz, pero volvió al entendimiento con los españoles al avisar que el cacique pehuenche chileno Huelquín había llegado a la zona del Tordillo en julio de 1753, quien atacó Arrecifes a principios de noviembre. En noviembre de 1754 los pehuenches atacaron Salto y Arrecifes.
En diciembre de 1756 se realizó el Parlamento de La Laja entre pehuenches y el gobierno de Chile, acordándose mutua cooperación. En 1760 los pehuenches participaron del Parlamento de Santiago, pero parlamentaron por separado de los demás butalmapus. En 1766 los caciques pehuenches Colignir, Lebián y Peiqueipil prestaron apoyo a los españoles sitiados en Angol por los mapuches, siendo atacadas sus tolderías por los huiliches.

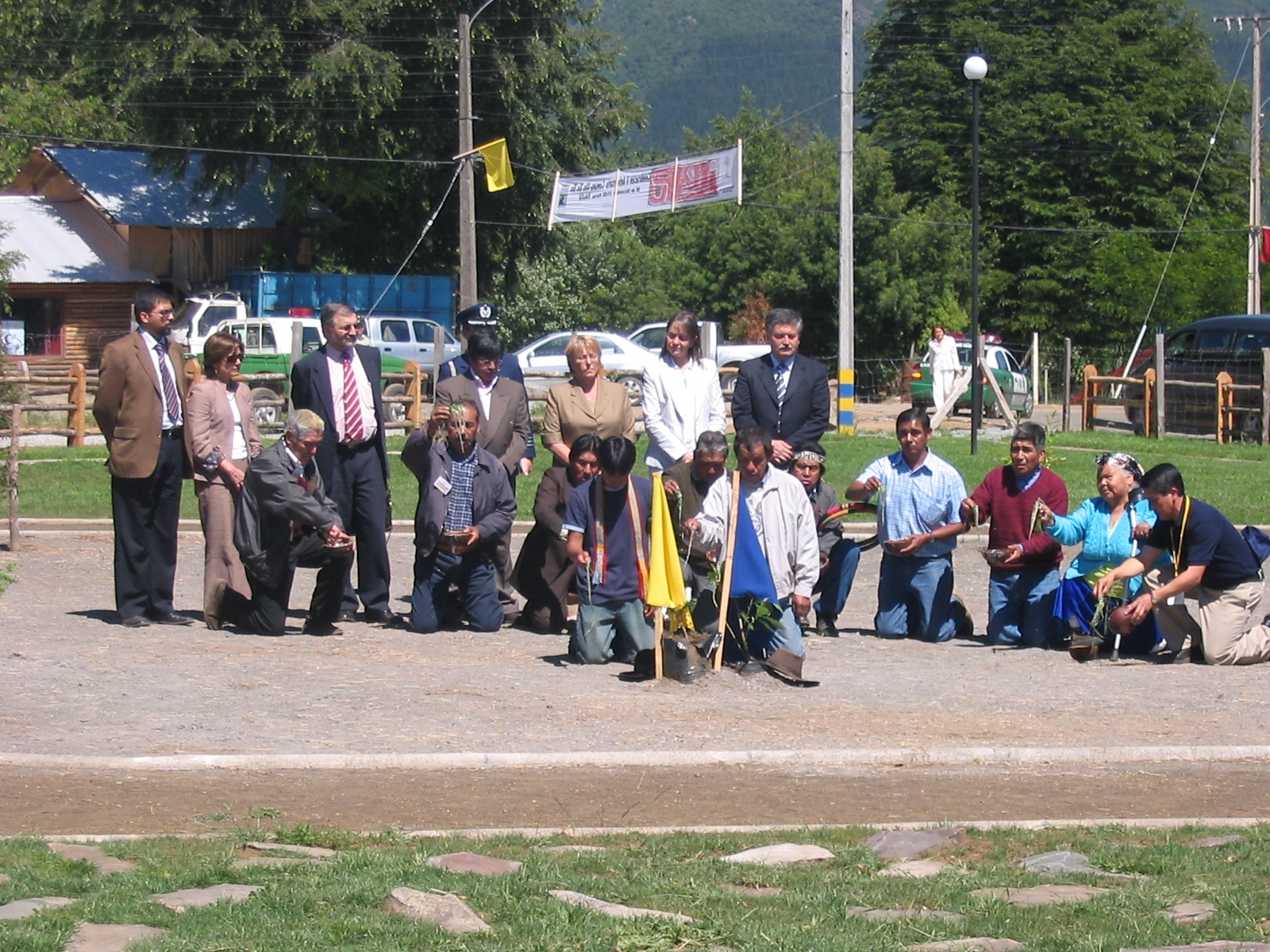
Rogativa pehuenche en Alto Biobío, con presencia de la presidenta de Chile Michelle Bachelet.

En 1769 los caciques Lebián y Pilmigerenantu lideraron un alzamiento general pehuenche contra los españoles, la rebelión pehuenche de 1769. Como parte de esa rebelión, pehuenches y ranqueles efectuaron un malón sobre la ciudad de Mendoza y en febrero de 1770 los pehuenches realizaron otro. Parte de los pehuenches que no participaron en la rebelión, o que depusieron las armas, fueron relocalizados en territorio controlado por los españoles, algunos fueron enviados prisioneros a Lima y luego restituidos por el virrey, otros asesinados y otros fueron expulsados de sus tierras. En 1770 un grupo de estos últimos cruzó la cordillera de los Andes y se estableció en la zona del río Malargüe (Malalhue), constituyéndose en los «pehuenches de Malargüe». De nuevo enemistados con los españoles, estos pehuenches atacaron en diciembre el Fuerte de San Carlos, erigido ese año para consolidar la frontera sur de Mendoza.
Al norte del río Agrio en Neuquén se hallaban otros grupos pehuenches: los del Reñileuvú y Curi Leuvú, y los de Varvarco.
El nuevo gobernador de Chile, el brigadier Francisco de Morales y Castejón, pactó la paz con los pehuenches en el Parlamento de Negrete (1771). Este parlamento se desarrolló entre el 24 y el 28 de febrero de 1771 en las márgenes del río Biobío, en las vecindades del vado fronterizo de Negrete, contando con representación de los 4 butalmapus. El cacique gobernador de los pehuenches era Juan Lebián (o Lebiant).
En 1774 se realizó otro parlamento en Tapihue del que se retiró Lebián, pero parlamentó otro grupo pehuenche. En septiembre de 1776 fue asesinado Lebián, cacique gobernador de los pehuenches, por un grupo de españoles cuando regresaba de entrevistarse con Ambrosio O'Higgins en Los Ángeles.
En 1777 se produjo un malón sobre Saladillo protagonizado por pehuenches, pampas y aucas, al mando del cacique gobernador Pinalefi, junto con los caciques Curruibilu y Guenocal, y el apoyo del cacique Yanquelemus.
En 1778 el virrey del Río de la Plata Pedro de Ceballos nombró a José Francisco de Amigorena como maestre de campo de milicias de Mendoza y San Juan, agregándole el virrey Juan José de Vértiz y Salcedo el mando de las milicias de San Luis y el título de comandante de armas y de frontera de Mendoza. Amigorena llevó adelante una guerra ofensiva contra los indígenas, expedicionando 15 veces, 6 de ellas a La Pampa. En 1779 expedicionó hasta el río Atuel. Ofreció la paz, que algunos pehuenches aceptaron luego de la campaña del Campanario de febrero a marzo de 1780 contra el anciano cacique pehuenche Guentenao (muerto durante la misma, junto con un hermano de Ancán Amún llamado Lliguenquén y el capitanejo Longopay). El 14 de diciembre de 1780 se firmó en la ciudad de Mendoza la paz con el cacique principal Marcos Roco (o Troco, yerno y sucesor de Guentenao o Guantanao e hijo del puelche Juan Goico), representado por su esposa Ignacia Guantanao, María Yanquipi (representando a otro cacique), y los caciques Raigán, Raigapán, Antepán y Peñalife. Como garantía quedaron de rehenes familiares de los caciques pehuenches, debiendo instalarse los derrotados a pocas leguas al sur del Fuerte de San Carlos.
Cuando el cacique principal pehuenche de Malargüe, Ancán Amún (en el cargo desde 1780), invadió llegando hasta el Carrizal, Amigorena atacó las tolderías de la zona entre los ríos Diamante y Atuel, matando a 140 y llevando prisioneros a 120 indígenas. Luego la paz fue ampliada, también en Mendoza, el 20 de abril y el 16 de agosto de 1781 a los caciques Piempán, Puñalef, Loncopán, Lincopí, Malgamain, Peileguén y otros. Algunos indígenas quedaron como rehenes para garantizar el cumplimiento de los pactos y otros fueron asentados en las cercanías del Fuerte de San Carlos (permanecieron allí hasta 1806).

### Alianza con los españoles
El 24 de octubre de 1783, Ancán Mellipi (o Anca Namún) firmó la paz con Amigorena en la ciudad de Mendoza, siendo reconocido como «gobernador de la Nación pehuenche». También firmó su subordinado Loncopán, quien ya había acordado la paz en diciembre de 1780 y se hallaba instalado con su tribu a pocas leguas al sur del Fuerte de San Carlos. El documento firmado expresa que «se les trataría como a fieles y leales vasallos de su Magestad» siempre que «se declarasen por enemigos de las otras naciones enemigas y no sujetas a obediencia y por amigos de los españoles».
En 1784 también viajó a Mendoza Pichintur, hermano de Ancán Amún, para firmar la paz en los mismos términos que su hermano.
El Parlamento de Lonquilmo de 1784 en Chile acordó incorporar al Butalmapu pehuenche el Puel Mapu, frenando los ataques de los aucas:

Artículo 3.º: Que los de las fronteras de la ciudad de Mendoza, Malalhue, Mamey Mapu, Pwelche, Wijiches Serranos y demás habitantes de las Pampas de Buenos Aires habían de formar una parcialidad con los Pewenches de Maule, Chillán, Antuco y Villucura.

Estos pehuenches aliados de los españoles continuaron en guerra contra los huiliches del sur del río Agrio y contra los ranqueles hasta 1794. En diciembre de 1784 el cacique pampa ranquel Ignacio Creyo (yerno del Huiliche Ranquel Paillatur), que estaba refugiado entre los pehuenches de Ancán Amún, fue asesinado por este y a fines de enero de 1785 su tribu fue masacrada.
Hacia el siglo XVIII, parte de los pehuenches ―ya casi totalmente aculturados por los mapuches― avanzaron desde la región andina hacia el centro de la región pampeana, especialmente hacia el territorio boscoso poblado de caldenes y algarrobos llamado Mamüll Mapu (‘tierra de los leños’), territorio que corresponde al actual suroeste de la provincia de Córdoba, sureste de la provincia de San Luis y el centro noroccidental de la provincia de La Pampa, allí constituyeron uno de los linajes principales de la etnia ranquel.
En septiembre de 1787 los pehuenches de Malargüe y de Varvarco marcharon hacia las tolderías de Llanquitur, quien ya había despedido a sus aliados chilenos, y lo derrotaron matando a su hermano Ñancucheo y a los caciques Antemain, Carripil y Ancain. Después de regresar de la expedición contra los huilliches, que el invierno anterior habían devastado sus territorios, los pehuenches de Varvarco y de Malargüe pidieron realizar un parlamento, el cual se realizó el 17 de octubre de 1787 cerca del río Salado, no lejos de las tolderías de los pehuenches de Malargüe, hasta donde Amigorena había avanzado con 100 soldados. Participaron los caciques pehuenches Pichintur (Pinchintur), Cañihuán (ambos hermanos de Ancán Amún, muerto de viruela ese mismo año), y otros 9 de Malargüe; y Currilipi (cacique de Varvarco o de los ‘piñones’ y primo de Pichintur) y otros 13 más. Pichintur fue elegido en el parlamento como «gobernador de la Nación Pehuenche». Amigorena se comprometió a enviar al Neuquén a dos soldados bien armados para proteger durante un mes las tolderías de Currilipi. El cacique huiliche ranquel Lanquetur (Llanquetur, Yanquetur o Yanquetruz, el «rebelde» hermano de Paillatur) continuó en guerra atacando los toldos de Currilipi, pero fue rechazado por los fusileros mendocinos allí asentados y luego pidió la paz. La guerra entre los pehuenches de Malargüe y los huiliches instalados en La Pampa se había desatado por el control de los pasos cordilleranos de Villacura, Antuco, Alico, Anegado, Cerro Colorado y Curicó, que estaban en poder pehuenche.
Debido a que los pehuenches estaban en paz con el gobierno, eran hostilizados por los huiliches, por lo que Pichintur viajó a la ciudad de Mendoza a solicitar auxilio para hacer una expedición. A fines de enero de 1788 el comandante del Fuerte de San Carlos, Francisco Esquivel y Aldao, salió con 50 milicianos y las fuerzas de Pichintur, realizando la primera campaña sobre el territorio del Neuquén. Recorrieron 2000 km llegando hasta Peña Haichel (Las Lajas) y Picún Leufú. Atacaron 7 tolderías huiliches (entre ellas las de Llanquitur, Pablo Levenopán y Arceabel), derrotándolos completamente y matando a un centenar, entre ellos 10 caciques y capitanejos. Tomaron 350 prisioneros, rescataron 7 cautivos y se apoderaron de 20.000 cabezas de ganado.
En marzo Levenopán y el pehuenche rebelde Calbuyllán se presentaron en San Carlos, separándose de Llanquitur. Este volvió a la guerra a fines del invierno intentando atacar a los pehuenches de Varvarco, pero fueron auxiliados por 40 milicianos chilenos al mando del sargento Francisco Vivanco y el 16 de diciembre de 1788 fue muerto por el pehuenche Currilipy (Currilipi). Siendo luego asesinado Currilipy con su tribu, en pleno invierno, en venganza por los huiliches de Comepayu (Caneu Payun), sucesor de Llanquitur.
En 1792 los huiliches habían conseguido reponerse como para volver a amenazar a los pehuenches, por lo que éstos solicitaron nuevos auxilios a Mendoza. Amigorena envió a Aldao con una división que contó con el apoyo de Pichintur y otros 7 caciques pehuenches, que avanzó hasta cerca de la confluencia de los ríos Limay y Neuquén. El 3 de junio de 1792 atacaron a 6 tribus huiliches en el paraje Nuyegalei, matando a 5 caciques con unas 50 familias y tomando 160 prisioneros, 1500 caballos y ganado.
Para poner fin a las guerras ancestrales entre huiliches y ranqueles, por un lado, y pehuenches por el otro, en marzo de 1794 los caciques principales de los primeros, Canapayún y Carripilún pidieron la paz a los pehuenches de Roco. Entre el 19 y el 21 de mayo de 1794 se reunieron en el Fuerte de San Carlos los caciques: Carilef (de los pehuenches que vivían en San Carlos desde 1781), Pichintur, Caniguán, Buenocal, Roco, Antepán, Nancutripai, Guayquinao, Antipán, Carenao y Bartolo Güelecal, para tratar sobre la paz, que aprobaron. En 1796 la aprobó también Vértiz, comunicándoselo a Carripilún para que se presentase a firmarla.
Entre fines de 1795 y mediados de 1798 se produjo una guerra entre los pehuenches de Malargüe y los de Varvarco, situados a ambos lados de la cordillera de los Andes, resultando en la muerte de Pichintur a manos de Rayguán. El 16 de mayo Amigorena los reunió firmando la paz, pero poco después fue asesinado el cacique principal Rayguán de los pehuenches de Varvarco por Millanguir y la paz se rompió. Millanguir, hijo de Ancán Amún, fue elegido cacique gobernador de los pehuenches. El 12 de agosto de 1796 Amigorena reunió a los pehuenches en parlamento en San Carlos, participando: Millanguir, Antipán, Pichicolemilla, Raquillant, Guayquinao, Leviant, Guanimaín, Carilef, Pañichiñe, Millatur y otros, junto con el puelche Bartolo Güelecal. A pedido del capitán general de Chile se hizo una reunión general de paz en Chillán el 3 de marzo de 1798. Como Millanguir y Roco (cacique más anciano y respetado de los pehuenches) faltaron a la reunión, Amigorena los reunió en San Carlos junto con otros pehuenches entre el 31 de mayo y el 1 de junio de 1798 para leerles lo acordado y destituyó a Millanguir nombrando nuevo gobernador de los pehuenches de Malargüe y dependencias a Pichicolemilla y como su teniente al cacique Paiñichiñé.
Un documento de 1796 señala que el butalmapu pehuenche estaba conformado por diez ayllarehues totalizando 10.188 habitantes.
- En los valles y faldeos de la cordillera al sur del río Biobio, había 5.097 personas en los ayllarehues de Degmo, Chanco, Cura y Guanbalí.
- En los alrededores de Santa Bárbara había 1.667 pehuenches en los ayllarehues de Villucura y Rucalgüe.
- Al oriente de los Andes había 3.424 habitantes en los ayllarehues de Caibuyaunal, Neuquén, Dagüegue y Pino. Mientras que otros 1000 se hallaban reducidos en Cuyo.

En 1798 el explorador chileno Justo Molina, junto al cacique Butacolimilla, reconoció el camino que conducía a Mendoza desde los pasos cordilleranos neuquinos. En 1799 exploró el río Neuquén en compañía de 105 indígenas durante 17 días. En 1804 partió de Chillán, acompañado entre otros por dos de sus hijos y el capitán Jara, cruzando por el Paso de Alico (actual Paso de lagunas de Epulafquen) en compañía de un grupo de pehuenches, con rumbo a Buenos Aires a través del Mamüll Mapu. Su viaje se frustró ante la crecida del río Chadileuvú y se dirigió a Mendoza y de allí a Buenos Aires.
El 6 de julio de 1799 fue firmado por Amigorena en el Fuerte de San Carlos el tratado de paz de los ranqueles con Mendoza, con la presencia de los pehuenches del cacique gobernador Pichicolemilla, que también firmaron la paz con los ranqueles. La cacica María Josefa Goico y José Goico, en representación de los oscoyanes (facción de los puelches algarroberos), numerosos caciques y capitanejos y 344 indios de lanza. Se reconoció como cacique gobernador de los ranqueles a Carripilún. Los huiliches continuaron en guerra con los españoles y Carripilún se comprometió a informar sobre sus movimientos hostiles.
En abril de 1805 se reunió un parlamento en el río Diamante, del que participaron 23 caciques y 11 capitanejos, acordándose el 2 de abril la fundación del Fuerte de San Rafael.
En 1806 el coronel Luis de la Cruz con 20 soldados recorrió en 47 días desde el Fortín Ballenar hasta Melincué para levantar un mapa, sin ser molestado por los pehuenches ni los ranqueles, con quienes confraternizó. Cruzó la cordillera de los Andes por el Paso de Antuco.
Durante las Invasiones Inglesas el enviado indígena Felipe viajó a Buenos Aires el 17 de agosto de 1806 para ofrecer en nombre de 16 caciques pampas, tehuelches y pehuenches los auxilios que se necesitasen para expulsar a los británicos.

(...) que estaban prontos a franquear gente, cavallos y quantos auxilios dependiesen de su arbitrio para que ese Ilustre Cabildo echase mano dellos contra los colorados, cuio nombre dio a los ingleses (...) que tendrían mucho gusto que se les ocupase contra hombres tan malos como los colorados (...)

### Guerra contra Argentina y Chile
Después de la Revolución de Mayo el gobierno de Buenos Aires invitó en 1812 a los pehuenches a realizar un parlamento en el Fuerte de San Carlos. En el parlamento se invitó a los pehuenches a participar en la guerra contra los realistas. En 1814 se realizó otro parlamento con los pehuenches, debido a la derrota de Rancagua, se prohibieron las relaciones comerciales con Chile.
El brigadier realista Gabino Gaínza celebró el Parlamento de Quilín el 3 de febrero de 1814 con los mapuches, incluyendo a los pehuenches, renovando la alianza española con ellos y presentándose como gobernador nombrado por el virrey del Perú.
El 15 de septiembre de 1815 José de San Martín se entrevistó con los caciques pehuenches, comandados por el cacique Ñacuñán (Neyku'ñan, Neycuñar o Ñeicún) en el Fuerte de San Carlos (hecho conocido como La Consulta) solicitándoles permiso para que fuerzas del Ejército de los Andes cruzaran la cordillera por su territorio (pasos de El Potrillo y el Planchón), excepto tres caciques, los demás concedieron el permiso. Los pehuenches quedaron como proveedores de ganado y caballada del ejército.
Desde 1822 parte de los pehuenches entraron en alianza con los bandoleros realistas hermanos Pincheira. Los caciques Neculmán, El Mulato, Canumilla y Martín Toriano fueron aliados de los Pincheira, mientras que Luis Melipán y Venancio Coñoepán fueron sus enemigos.
En 1825 se produjo un conflicto interno entre los pehuenches de Malargüe que resultó en la muerte del cacique gobernador Ñeicún, siendo suplantado por Antical, uno de los vencedores. Los derrotados solicitaron el auxilio de caciques de Chile, quienes enviaron al cacique huiliche Anteñir junto con 200 soldados realistas al mando del oficial pincheirino Julián Hermosilla, logrando derrotar a Antical. Los pehuenches de Malargüe fueron masacrados, quedando virtualmente exterminados.
En 1825 el Gobierno chileno comisionó al capitán Barnechea para intentar convencer a los Pincheira de que se integraran al Ejército de Chile, además de ofrecer un tratado de paz a los caciques pehuenches. Estos caciques se reunieron en Cayanta y decidieron aceptar la propuesta, pero solo la cumplieron los caciques Manquel (del Reñi Leuvú) y Lancamilla (de Malargüe), Caripil (del Nahueve) se mantuvo neutral y Neculmán siguió aliado a los Pincheira. Poco después asaltaron Parral, comenzando la llamada guerra a muerte. En febrero de 1826 el capitán Barnechea intentó atacar con dos columnas al comandante pincheirista Senosian ubicado al norte de Neuquén, pero debió retroceder; luego en noviembre inició otra expedición que atravesó el paso de Epulafquen derrotando a tropas de Pablo Pincheira en Malal Caballo, logrando luego apresar al cacique Neculmán.

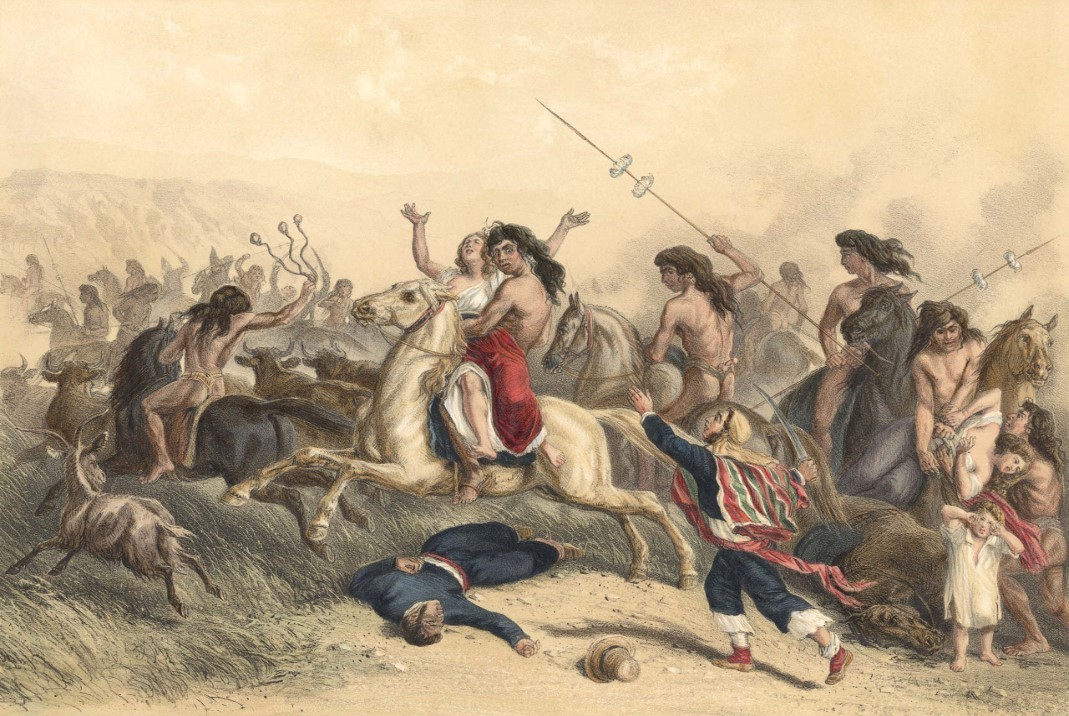
El malón (1845) de Mauricio Rugendas.

A fines de 1828 grupos pehuenches acompañados por hombres de Pincheira atacaron las estancias de San Carlos, Tunuyán y Tupungato. Entre los años 1828 y 1832 se realizaron cuatro campañas militares contra los grupos de bandoleros realistas de los hermanos Pincheira que se refugiaban en zonas inaccesibles de Chile y en el sur de Mendoza y norte del Neuquén, quienes actuaban en alianza con caciques pehuenches a ambos lados de la cordillera de los Andes manteniendo la causa del rey de España después de finalizada la guerra de independencia. En 1829 José Antonio Pincheira firmó el Tratado de San Juan (o del Carrizal) con el gobernador de Mendoza Juan Reje Corvalán, por medio del cual a cambio de la paz debía recibir ropa, pertrechos, dinero y el grado de coronel y de "Comandante General de la Frontera del Sur". Pincheira debía abandonar la provincia de Mendoza, custodiar la frontera y cumplir órdenes del gobernador informando además su paradero. Debido a que la Liga Unitaria se había hecho fuerte en Córdoba en 1829, al año siguiente José Antonio Pincheira se inmiscuyó en las luchas internas de Mendoza tomando partido por el gobernador Juan Reje Corvalán (federal) que se había refugiado en su territorio. Rompiendo el tratado de San Juan, los indígenas aliados de Pincheira al mando de los caciques Coleto y Mulato, realizaron la matanza de El Chacay (conocida como Tragedia de El Chacay) el 11 de junio de 1830 asesinando a Juan Reje Corvalán y a su comitiva de 30 miembros, entre los que estaba Juan Agustín Maza y acercáronse a sólo 8 leguas de la ciudad de Mendoza.

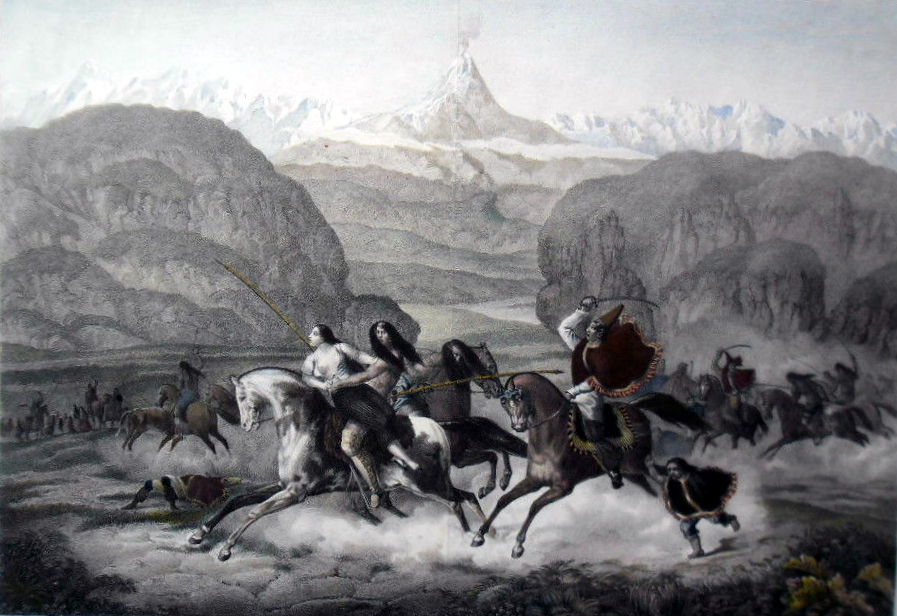
Persecución de pehuenches por tropas chilenas (1840) de Eduard Friedrich Poppig. La obra muestra a unos pehuenches raptando a una mujer después de un malón mientras son perseguidos por soldados chilenos.

En 1828 se realizó la primera campaña del comandante de la frontera coronel José Félix Aldao. La división estaba compuesta por 2 compañías de infanterías de un batallón de Guardias Nacionales, 2 escuadrones de caballería de línea, 2 escuadrones de caballería de milicias del Valle de Uco y 2 piezas de artillería del Fuerte de San Carlos. El 20 de octubre de 1828 Aldao obtuvo la victoria en el combate de las Aucas (paso del río Diamante) contra fuerzas pehuenches y pincheirinas que los triplicaban en número, muriendo el cacique Goyco. En la misma campaña Aldao venció en Las Aguaditas. En 1830 se realizó la campaña del teniente coronel Manuel Virto, en 1831 la campaña del general José Albino Gutiérrez y en 1832 la segunda campaña del general José Félix Aldao. Estas cuatro campañas lograron el objetivo de desarticular a las bandas de forajidos y derrotar a sus aliados pehuenches.
Durante el gobierno de Juan José Viamonte en la provincia de Buenos Aires, Juan Manuel de Rosas fue el comandante general de la campaña y a mediados de 1829 envió emisarios a los borogas con el fin de separarlos de la alianza con los Pincheira, mientras que también enviaba al cacique pehuenche Martín Toriano (ex aliado de los Pincheira) a formar una fuerza araucana que atacara a los boroanos desde Chile, fuerza que comenzó a actuar en septiembre de 1830. Sin embargo ese mismo mes una delegación boroana viajó a Buenos Aires y firmó la paz con Rosas y luego enfrentó al grupo de Toriano (en el que participaban los huiliches Calfucurá y Antonio Namuncurá) que desconocía los acuerdos de los boroanos con Rosas, derrotándolo. Rosas envió en 1832 de la guarnición de la Fortaleza Protectora Argentina a 164 hombres al mando de Martiniano Rodríguez, quienes marcharon 30 leguas con sólo 11 caballos y derrotaron y capturaron a Toriano, quien fue fusilado en Tandil.
La expedición en 1832 del general chileno Manuel Bulnes, quien ingresó en el territorio neuquino y el 14 de enero de 1832 obtuvo la victoria en la Batalla de las lagunas de Epulafquen en donde se hallaba el campamento de los hermanos Pincheira, derrotándolos definitivamente, siendo considerada esta como la última batalla contra los realistas españoles en América del Sur. Entre las fuerzas de Bulnes se hallaban 80 pehuenches de Antuco al mando del capitán graduado Domingo Salvo. El campamento del Alamito, de José Antonio Pincheira, se hallaba en el punto denominado Coyamuelo al oriente de las lagunas, en donde había unos 150 pehuenches armados con lanzas. Los granaderos de caballo cargaron a los pehuenches que intentaron resistir a orillas del río que nace en las lagunas, pero fueron desbaratados y emprendieron la fuga. Quedaron en un tramo de 3 leguas gran cantidad de indígenas muertos, entre ellos los caciques Neculmán, Coleto y Trenquemán (o Triquemán), principales líderes pehuenches aliados de los Pincheira. Todavía hoy se ven restos de la empalizada pehuenche. Un grupo de pincheiristas e indígenas se refugió en un cerro en el cual se hallaban algunas de sus familias, desde el cual dejaban caer rodando rocas sobre las fuerzas del Batallón Carampangue, rindiéndose finalmente. Las fuerzas chilenas no tuvieron muertos ni heridos en la batalla y tomaron 196 prisioneros realistas y pehuenches. Luego Bulnes regresó a Chile con 20.000 cabezas de ganado y todos los prisioneros por el boquete de Copulhue, con la idea de batir a los pehuenches que pudieran aún resistir y dirigirse luego a Antuco, pero los pehuenches que halló se sometieron al gobierno de Chile y entregaron cautivos sin ofrecer resistencia.
Durante la Campaña de Rosas al Desierto la división de caballería del mayor general Ángel Pacheco remontó por ambas márgenes el río Negro. El 26 de mayo de 1833 la vanguardia al mando de Francisco Sosa y Cayetano Ferrat atacó la toldería del cacique pehuenche aliado de Chocorí denominado Payllerén (o Pillarén), quien fue muerto con 24 indígenas. Un sargento y varios soldados murieron ahogados durante el ataque.
En 1851 fue firmado un tratado de paz entre los pehuenches y Mendoza. Otro tratado fue firmado en 1862. Los pehuenches de Mendoza firmaron un tratado de paz con Chile en 1870 y otro en 1872. En 1873 el gobierno nacional argentino y los pehuenches también firmaron un tratado de paz.
En 1880 el cacique pehuenche Purrán fue capturado durante la Campaña del Desierto, pero en 1888 fugó hacia Chile. El avance del Ejército Argentino hizo que muchos indígenas, entre ellos pehuenches, se refugiaran en la cordillera y los valles del Alto Biobío, Antuco y Quinquen. Parte de esos refugiados quedaron bajo control chileno, pero los que se refugiaron en el Alto Biobío mantuvieron la hostilidad contra argentinos y chilenos. En 1881 300 pehuenches participaron del ataque al Fuerte Antuco sobre el río Cautín. Durante la Campaña de los Andes del Ejército Argentino en Neuquén, de noviembre de 1882 y marzo de 1883, un grupo de pehuenches se refugió en los valles chilenos de Trapa Trapa, Queuco, Guayaly y Lonquimay.
A fines de 1882, el Ejército de Chile realizó la expedición a la Cordillera, avanzando sobre los valles de Queuco y Callaqui con el objeto de dominar a los pehuenches, estableciendo los fuertes de Nitrito, Lonquimay, Liucura, Llaima y Maitchú. En 1883 se realizó una nueva incursión chilena en el Alto Biobío, que significó el definitivo dominio chileno sobre los pehuenches del área. El comandante Pascual Cid asignó tierras a los inmigrantes pehuenches que huyeron del Neuquén, reconociéndolos como chilenos.

## Pasos cordilleranos pehuenches
El ganado obtenido en los malones de la Pampa era trocado en Chile, generalmente por armas y bebidas alcohólicas, por los pehuenches que dominaban los pasos cordilleranos neuquinos. El Boquete de Antuco (paso cordillerano de Antuco) o «sendero de los pehuenches» fue el principal camino que atravesaba la cordillera de los Andes que vinculaba el Puel Mapu con la Araucanía. Las rastrilladas del camino de los Chilenos llegaban por el valle del río Neuquén hasta alcanzar el Paso Pichachén en los Andes, desde donde llegaban al lago de la Laja y bajaban al río Trubunleo atravesando un portezuelo que separa volcán Antuco y la Sierra Velluda. Seguía luego el camino por el valle del río de la Laja, pasando la isla de la Laja por el punto en donde en 1770 Ambrosio O'Higgins hizo construir el Fortín Ballenar o Antuco, para cerrar el paso.

## Comunidades actuales

Bandera adoptada en 1991 para los pehuenches por el Consejo de Todas las Tierras

Luego de la Conquista del Desierto los pehuenches virtualmente desaparecieron como pueblo en el territorio argentino, muchos de ellos cruzaron los Andes hacia Chile. En la provincia de Mendoza, grupos denominados mapuches pehuenches comenzaron a organizarse en 2007 eligiendo un werkén (vocero) y conformando dos lof (comunidades) en el departamento Malargüe, que recibieron personería jurídica en 2009:
- Malal Pincheira (en los Castillos de Pincheira y arroyo Buta Mallín)[27]
- Kupan Kupalme (o Juan Cupalme, en la zona este de la Payunia).[28]

El 18 de marzo de 2014 fue reconocida una tercera comunidad, el lof Laguna Iberá del paraje El Morro.
En la provincia de Río Negro existe una comunidad pehuenche en Arroyo Los Berros.
En la provincia del Neuquén los pehuenches se organizan en el Consejo Zonal Pehuenche, que agrupa a 9 comunidades en el departamento Aluminé.
- Currumil (paraje Killen).
- Aigo
- Peñi Huán
- Ñorquincó
- Tayiñ Raquizuán
- Lefimán
- Plácido Puel
- Catalán
- Salazar

En la zona de Ralco y sectores aledaños de los valles de los ríos Queuco y Bío Bío se encuentra la comuna de Alto Biobío, provincia del Biobío, que hoy agrupa a 12 comunidades pehuenches, muchas de las cuales mantienen el sistema de vida veranada/ invernada y la celebración del nguillatun.
- Callaquí
- Quepuca Ralco
- Ralco Lepoy
- Pitril
- Cauñicú
- Malla Malla
- Trapa Trapa
- Butalelbun
- Butalelbun
- El Avellano
- El Barco
- Guayali
- Los Guindos

Comuna de Alto Biobío.

En la comuna de Lonquimay de la provincia de Malleco, Araucanía. La comuna de Lonquimay tiene un área de 3953,79 km², con una población de 10 237 habitantes. De ellos, el 63,5% (6500) son de origen pehuenche. Allí se hallan las comunidades:
- Atay Pehuen
- Mapu Choique
- Pedro Currilem
- Paulino Huaiquillan
- Pehuen-ko
- Manuel y Samuel Queupu
- Queupu Marimenuco
- Domingo Calluqueo

Comuna de Lonquimay.

En 1997 la empresa Endesa comenzó la construcción de una segunda central hidroeléctrica en la zona del Alto Bío Bío. Algunos pehuenches que habitaban la zona se negaron a abandonar sus tierras, amparados en la nueva legislación que exigía la autorización de la Corporación Nacional de Desarrollo Indígena (CONADI) para poder permutar tierras indígenas. Ante la negativa de este organismo gubernamental a aprobar dicha permuta el presidente Eduardo Frei destituyó al director de la CONADI y a la autoridad ambiental que también se oponía el megaproyecto. De esta manera, se inundaron miles de hectáreas de tierras y sitios sagrados para los pehuenches.